# Mark Toscano
Mark Toscano (Hartford, 1976) és un cineasta, comissari i conservacionista de pel·lícules establert a Los Angeles. Des del 2003 ha treballat a l'Academy Film Archive, on s'ha especialitzat en comissariat, conservació i preservació de pel·lícules d'artistes. Treballa amb col·leccions de més de 100 cineastes i ha supervisat la conservació i preservació de centenars de pel·lícules, incloent obres de Stan Brakhage, Barbara Hammer, Chick Strand, Tacita Dean, Penelope Spheeris, els germans Whitney, Gus Van Sant i molts altres. Ha comissariat i presentat programes al MoMA, Arsenal, Eye Filmmuseum, Tate Modern i diversos festivals a Rotterdam, Londres, Oberhausen, Zagreb i Bangalore, entre d'altres. És programador a Los Angeles Filmforum i ha impartit classes sobre cinema experimental i arxiu en diverses universitats, a més d'ensenyar Història de l'Animació Experimental a CalArts.